# Temazepam
Temazepam is een benzodiazepinederivaat dat gebruikt wordt bij slapeloosheid. Temazepam is sinds 1969 op de markt onder namen als Restoril®, Normison®, Tenox® en Temaze®. Temazepam werkt anxiolytisch, hypnotisch, anticonvulsief, amnestisch, sedatief en ontspant de skeletspieren. Het middel is alleen geschikt voor kortdurend en niet dagelijks gebruik, tenzij een arts anders voorschrijft. Temazepam behoort (met 2,6 miljoen voorschriften in 2007) tot de meest voorgeschreven geneesmiddelen in Nederland.
Temazepam is beschikbaar als gelcapsule, 10 of 20 mg en sinds 2015 ook in tabletvorm, 10 en 20 mg, met breukstrip. De tabletten gaan iets later werken dan de gelcapsules. Buiten Nederland zijn soms andere sterktes verkrijgbaar, bijvoorbeeld 30 mg, wat een hoge dosering is. In de illegale handel zijn de gelcapsules, ook wel 'katteoogjes' genoemd, vooral in de sterkte van 20 mg verkrijgbaar. Buitenlandse capsules met droge stof, in de illegale handel, bevatten vaak ook andere bestanddelen met als gevolg een minder sterke werking en men krijgt mogelijk schadelijke stoffen binnen.
Het belangrijkste werkingsmechanisme van temazepam is, net als bij benzodiazepines in zijn algemeenheid, specifieke binding aan GABAA-receptoren in het centraal zenuwstelsel. Dat heeft een dosis-afhankelijk remmend effect op het centraal zenuwstelsel, waaronder sedatie en stressvermindering, geheugenverlies, slaap en bij hogere doseringen bewusteloosheid, coma en ademdepressie.
Het middel bereikt twee tot drie uur na inname een maximale concentratie in het bloed en heeft een halveringstijd van 10 tot 40 uur. Het wordt afgebroken in de lever. Alcohol en diverse medicijnen versterken het effect van temazepam op het centrale zenuwstelsel.

## Afhankelijkheid
Bij temazepam kan al snel psychische en lichamelijke afhankelijkheid ontstaan. Indien het langer dan enkele weken en vooral dagelijks is gebruikt, is het raadzaam de dosis geleidelijk af te bouwen om ontwenningsverschijnselen te voorkomen. Indien men gelcapsules gebruikt, is bij het afbouwen een overstap naar tabletten of naar een andere benzodiazepine, zoals diazepam, noodzakelijk, omdat de gelcapsules niet deelbaar zijn. Het equivalent is ongeveer: temazepam: 10 mg = diazepam: 5mg, waarbij diazepam een langere werkingsduur heeft. De arts kan uiteraard ook besluiten een andere benzodiazepine dan diazepam voor te schrijven, in afbouwende mate. Artsen geven vaak niet meer dan 15 gelcapsules mee voor 1 maand, om verslaving te voorkomen. In ernstigere gevallen (zoals psychotrauma / posttraumatische stress) kan een arts soms besluiten dagelijks 10 of 20 mg voor te schrijven of (later) een veelvoud daarvan. 10 mg is soms na enkele weken al niet meer voldoende, waarna artsen de dosis tot 20 mg en meer verhogen.
Patiënten zijn vaak moeilijk te motiveren hun slaapmiddelengebruik te verminderen of te staken. Oudere mensen in verzorgingstehuizen krijgen ze vaak standaard toegediend, waarbij men voorzichtig is met de dosis (ter voorkoming van vallen, aangezien het in de ochtend nog kan werken). Soms wordt jarenlang dezelfde dosis gebruikt en heeft het ook een placebo-effect. Men laat ouderen vaak niet meer stoppen omdat onthoudingsverschijnselen soms langdurig kunnen zijn.

## Bijwerkingen
Een retrospectieve cohortstudie uit 2014 geeft aan dat onder langdurig temazepam gebruikers het aantal overlijdens tweemaal zo groot zou zijn dan gemiddeld. Daarmee is niet gezegd dat dit door het middel wordt veroorzaakt. 
 Bovendien geeft temazepam, net als andere benzodiazepines, een verhoogd risico op omkeerbare dementie, psychose  en psychomotorische storingen (waaronder vermoeidheid, ataxie, vallen, verkeersongevallen), kanker, pneumonie en andere infecties.